# Coppa della Regina 2012 (calcio)
La Copa de la Reina 2012 è stata la 30ª edizione della Coppa di Spagna riservata alle squadre femminili. La finale si è svolta a Las Rozas ed è stata vinta dall’Espanyol per la sesta volta nella sua storia eguagliando quelli del Levante come club più titolato della competizione.

## Sistema di competizione
Partecipano solamente 4 squadre, le prime 4 qualificate nella Primera División.

## Semifinali
| Squadra 1  | Risultato       | Squadra 2       |
| ---------- | --------------- | --------------- |
| Barcellona | 0 - 2           | Athletic Bilbao |
| Espanyol   | 1 - 1 (7-6 dtr) | Rayo Vallecano  |

### Risultati
| Arbitro: | Beatriz Gil Gozalo |

|  |           |                            |
|  | Marcatori | 37’ Fernández 72’ Flaviano |

| Arbitro: | Bueno Prieto |

|                                                                  |                      |                                                           |
| Vilas 34’                                                        | Marcatori            | 27’ de Pablos                                             |
| Gimbert Torrejón A. García Vilas Monforte Meseguer Serna Mendoza | Tiri di rigore 7 – 6 | Hermoso Lázaro Pizarro López P. García Gudiel Vesga Gómez |

## Finale
| Arbitro: | José Luis Lesma |

|               |           |                      |
| Nabaskues 61’ | Marcatori | 48’ Pérez 114’ Vilas |